# Cabaña Swalwell
Swalwell Cottage es una casa histórica ubicada en 2712 Pine Street en Everett, Washington.

## Descripción e historia
El Casa de campo  pisos con fachada de madera en Pine St. Diseñada por el arquitecto de Everett, Frederick A. Sexton, combina elementos de los estilos arquitectónicos Stick-Eastlake y Shingle. Sexton llegó al sitio de la ciudad de Everett en 1891 y se convirtió en el arquitecto principal de la zona este. Construyó el primer edificio de ladrillo de la ciudad. Construida en el invierno de 1891-1892, la cabaña fue el hogar de Alfred W. Swalwell. Los padres y hermanos de Swalwell eran inversores y promotores inmobiliarios activos en Everett, comenzando durante un auge inmobiliario basado en la especulación de que el ferrocarril llegaría a la costa en la zona. Los Swalwell presentaron el plano catastral unos meses antes de que el grupo de John D. Rockefeller presentara el suyo para la ciudad de Everett. Como los inversores aún no podían comprar terrenos en el plano catastral sin presentar, se desató una avalancha de negocios, y los Swalwell hicieron tantos negocios en un día como los US$150 000 (equivalente a $5 086 667 en 2023) en bienes raíces vendidos el día que se puso a la venta el terreno donde se encuentra la casa. Alfred Swalwell construyó la casa y posteriormente vendió la propiedad a su hermano, quien la perdió en una ejecución hipotecaria tras el Pánico de la Plata de 1893. Pine St. era Swalwell Avenue en el momento de su construcción. La casa es una de las residencias más antiguas de la ciudad, posiblemente la única que conserva su carácter arquitectónico. Fue inscrita en el Registro Nacional de Lugares Históricos el 28 de noviembre de 1978.